# Clematis scottii
Clematis scottii là một loài thực vật có hoa trong họ Mao lương. Loài này được Porter mô tả khoa học đầu tiên năm 1874.